# Birgitta Englund Dimitrova
Birgitta Englund Dimitrova (* 1946) ist eine schwedische Sprachwissenschaftlerin. Sie lehrt und forscht als Professorin Emerita für Dolmetschen und Übersetzen am Tolk- och översättarinstitutet (Institut für Dolmetschen und Übersetzen) an der Universität Stockholm.

## Leben und Wirken
Nach ihrer Dissertation im Jahre 1977 war Birgitta Englund Dimitrova zunächst von 1978 bis 1983 als Sprachlehrerin für Bulgarisch an der Universität Stockholm tätig. Im Jahre 1983 lehrte sie Mazedonisch an der Universität Uppsala und 1985 Bulgarisch an der Universität Oslo. Von 1986 bis 1994 war sie als Lehrbeauftragte im Bereich Bilingualismus, Übersetzen und Dolmetschen an der Universität Stockholm tätig, ab 1992 lehrte sie als außerordentliche Professorin im selben Fachbereich. Seit 2006 ist sie ordentliche Professorin am Institut für Dolmetschen und Übersetzen der Universität Stockholm. 2013 wurde sie emeritiert, ist jedoch weiterhin in Forschung und Lehre aktiv.
Birgitta Englund Dimitrova ist Mitglied des Translation Committee sowie des Doctoral Studies Committee der European Society for Translation Studies (EST). Sie ist außerdem Mitglied der Beiräte beziehungsweise Ausschüsse verschiedener Publikationen im Bereich der Translatologie, zum Beispiel des mTm Translation journal.
Im Jahr 2013 wurde ihr in Bulgarien der Artur-Lundkvist-Preis für ihre langjährigen Verdienste in der Entwicklung der Beziehungen zwischen Schweden und Bulgarien im Bereich Wissenschaft und Kultur sowie literarische Übersetzungen vom Bulgarischen ins Schwedische verliehen.
Neben ihrer Muttersprache Schwedisch spricht Birgitta Englund Dimitrova fließend Bulgarisch, Englisch und Russisch und kann sich außerdem gut in Spanisch, Deutsch, Französisch und Mazedonisch verständigen.

## Forschung
Ihre Dissertation mit dem Titel Yes/no-questions in Bulgarian and Macedonian: Form schrieb Birgitta Englund Dimitrova noch im Fachbereich Slawistik, speziell kontrastive Linguistik mit dem Schwerpunkt Syntax. Ab Mitte der 1980er Jahre verlagerte sich ihr Forschungsschwerpunkt zusehends in den Bereich Übersetzen und Dolmetschen. Ihre Hauptinteressengebiete umfassen:
- prozessorientierte Studien im Bereich Translationswissenschaft
- kognitive Aspekte des Übersetzungs- beziehungsweise Dolmetschprozesses
- Übersetzung von Dialekt als rhetorisches Stilmittel in der Belletristik
- Interaktion in durch Dolmetscher begleiteten Situationen wie Arzt-Patient-Gesprächen
- Forschungsmethoden in der Übersetzungs- und Dolmetschwissenschaft

## Publikationen (Auswahl)

### Monografien
- Expertise and explicitation in the translation process. John Benjamins, Amsterdam 2005, ISBN 90-272-1670-3.
- Verksamhetskunskap och forskningskompetens: forsknings- och utvecklingsprogram för Tolk- och översättarinstitutet. TÖI rapport. Universität Stockholm, Stockholm, 1996.
- När två samtalar genom en tredje. Interaktion och icke-verbal kommunikation i medicinska möten med tolk. Rapporter om tvåspråkighet. Universität Stockholm, Stockholm 1991, ISSN 1101-7562.
- Yes/No Questions in Bulgarian & Macedonian: Form (Stockholm Slavic Studies). Almqvist & Wiksell international, Stockholm, 1977. (Dissertation) ISBN 91-22-00122-0.

### Herausgeberschaften
- mit Maureen Ehrensberger-Dow und Séverine Hubscher-Davidson: The Development of Professional Competence. Translation and Interpreting Studies (Special issue). Benjamins, Amsterdam 2014. ISSN 1932-2798.
- mit Maureen Ehrensberger-Dow, Séverine Hubscher-Davidson und Ulf Norberg: Describing cognitive processes in translation: acts and events. Translation and Interpreting Studies (Special issue). Benjamins, Amsterdam 2013. ISSN 1932-2798.
- mit Cecilia Wadensjö und Anna-Lena Nilsson: The critical link 4 : professionalisation of interpreting in the community : selected papers from the 4th International Conference on Interpreting in Legal, Health and Social Service Settings, Stockholm, Sweden, 20-23 May 2004. Benjamins, Amsterdam 2007. ISBN 978-90-272-1678-6.
- mit Alexander Pereswetoff-Morath: Swedish contributions to the thirteenth International Congress of Slavists, Ljubljana, 15-21 August 2003. University Lund, Lund 2003. ISBN 91-970201-2-5.
- mit Kenneth Hyltenstam: Language Processing and Simultaneous Interpreting: Interdisciplinary perspectives. Benjamins, Amsterdam 2000. ISBN 978-90-272-1645-8.

### Aufsätze und Beiträge
- Retrospection in translation and interpreting: Explaining the process?. In: R. Muñoz (Hrsg.): Minding translation. Con la traducción en mente. MonTi Special issue 1-2014, 177–200. Alicante 2014.
- Lexikala val som ett drag i översättarstil. En studieav två bulgariska noveller i svensk översättning. In: Studia Interdisciplinaria, Linguistica et Litteraria (SILL) 4, 55–74. Göteborg University, Göteborg 2013.
- Nytt vin i gamla läglar? Att (ny)översätta dialekt. In: Eriksson, Olof (Hrsg.): Aspekter av litterär nyöversättning – Aspects de la retraduction litteraire, 101–115. Linnaeus University Press, Växjö 2012.
- Combining product and process analysis: Explicitation as a case in point. In: A. Künzli (Hrsg.) Empirische Untersuchungen zum Übersetzungs- und  Dolmetschprozess, Bulletin Suisse de linguistique appliquée 81, 25–39. 2005.
- Orality, literacy, reproduction of discourse and the translation of dialect. In: Irmeli Helin (Hrsg.): Dialektübersetzung und Dialekte in Multimedia, 121–139. Peter Lang, Frankfurt 2004.
- Explication in Russian-Swedish Translation: Sociolinguistic and Pragmatic Aspects. In: Swedish Contributions to the Thirteenth International Congress of Slavists, Ljubljana, 15–21 August 2003, 21–31. Lund 2003.
- Translation of Dialect in Fictional Prose – Vilhelm Moberg in Russian and English as a Case in Point. In: Studier i modern språkvetenskap N.S., 11, 49–65. Stockholm 1997.